# Zigarrenhai
Der Zigarrenhai (Isistius brasiliensis) ist ein kleiner Vertreter der Haie, der zur Gattung der Zigarrenhaie (Isistius) aus der Familie der Dornhaie (Squalidae) gehört.

## Körperbau

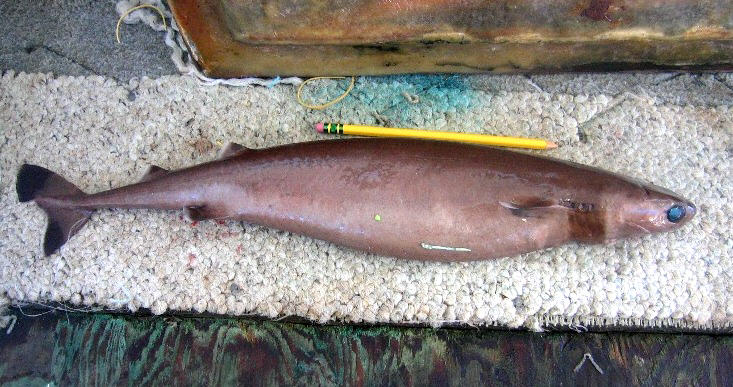
Gefangener Zigarrenhai mit Bleistift als Referenzobjekt

Der Zigarrenhai wird maximal 50 Zentimeter lang und ist von gleichmäßig bräunlicher Farbe. In der Nähe der Kiemen haben die Tiere ein schwarzes Band, das rund um den Körper geht. Der Zigarrenhai hat eine kurze, rundliche Schnauze mit weit vorne sitzenden, großen Augen. Sein Name rührt von seiner Körperform her. Wie sein nächster Verwandter, der Großzahn-Zigarrenhai (Isistius plutodus), besitzt auch der Zigarrenhai ein auffällig asymmetrisches Gebiss: Die Zähne des Oberkiefers sind klein und nadelartig, während im Unterkiefer die Zähne zu einer Zahnreihe zusammengewachsen sind. Die beiden Rückenflossen (Finnen), von denen die erste kleiner als die zweite ist, setzen sehr weit hinten am Rücken an, es gibt keine Afterflossen und die Schwanzflosse ist im Seitenaspekt asymmetrisch geformt. Die Flossenenden sind fast durchsichtig. Obwohl beide Arten zu den Dornhaien gerechnet werden, besitzen sie keine Dornen vor den Rückenflossen. Auf der Unterseite des Bauches führen sie Leuchtorgane; beim Zigarrenhai bleibt davon lediglich die dunkle Kragenpartie ausgenommen.

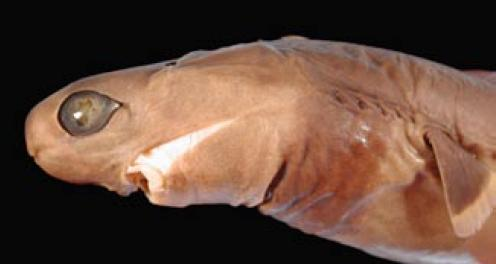
Der Zigarrenhai hat einen kurzen, abgerundeten Kopf mit großen, nach vorne gesetzten Augen und einem querverlaufenden Maul.
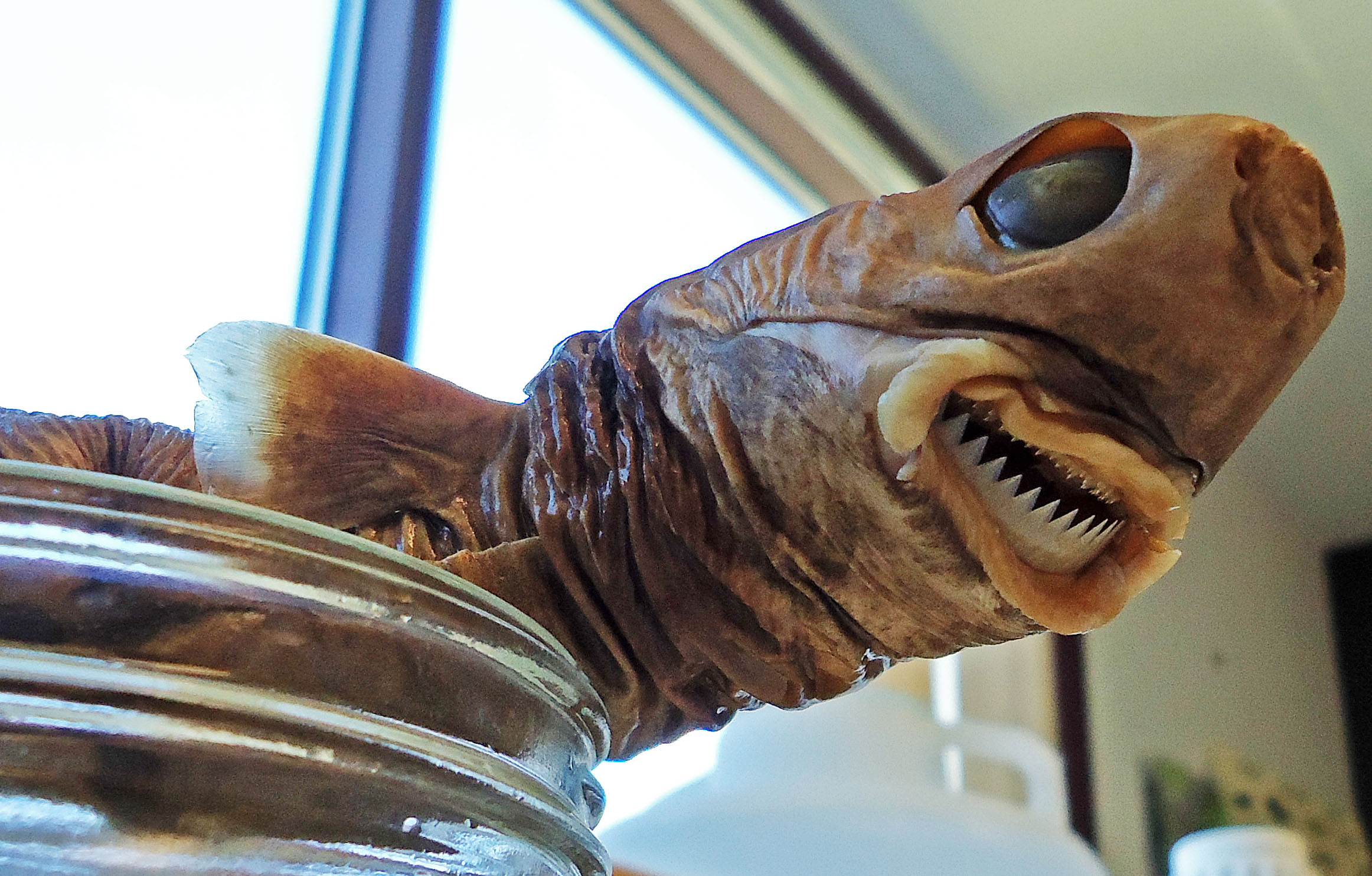
Kopf
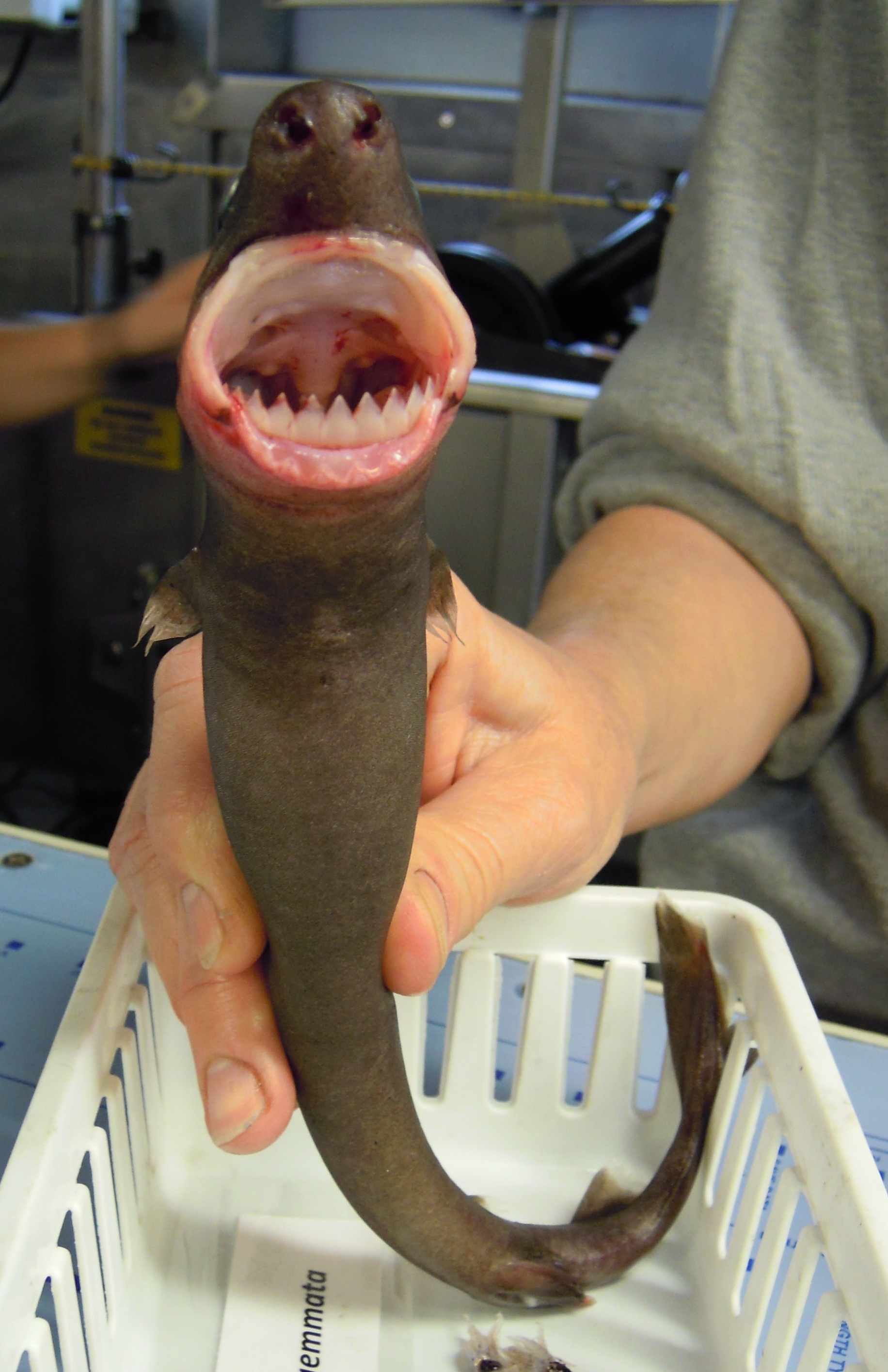
Ansicht von vorne mit geöffnetem Maul
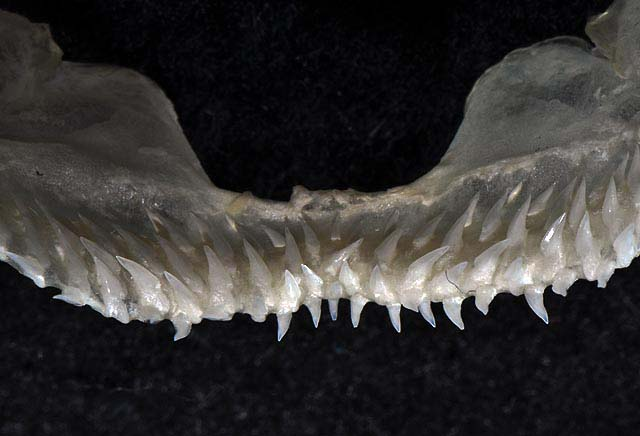
Obere Zähne
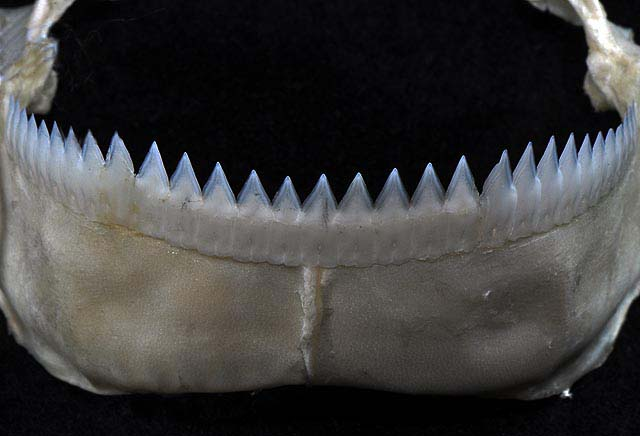
Untere Zähne

## Verbreitung

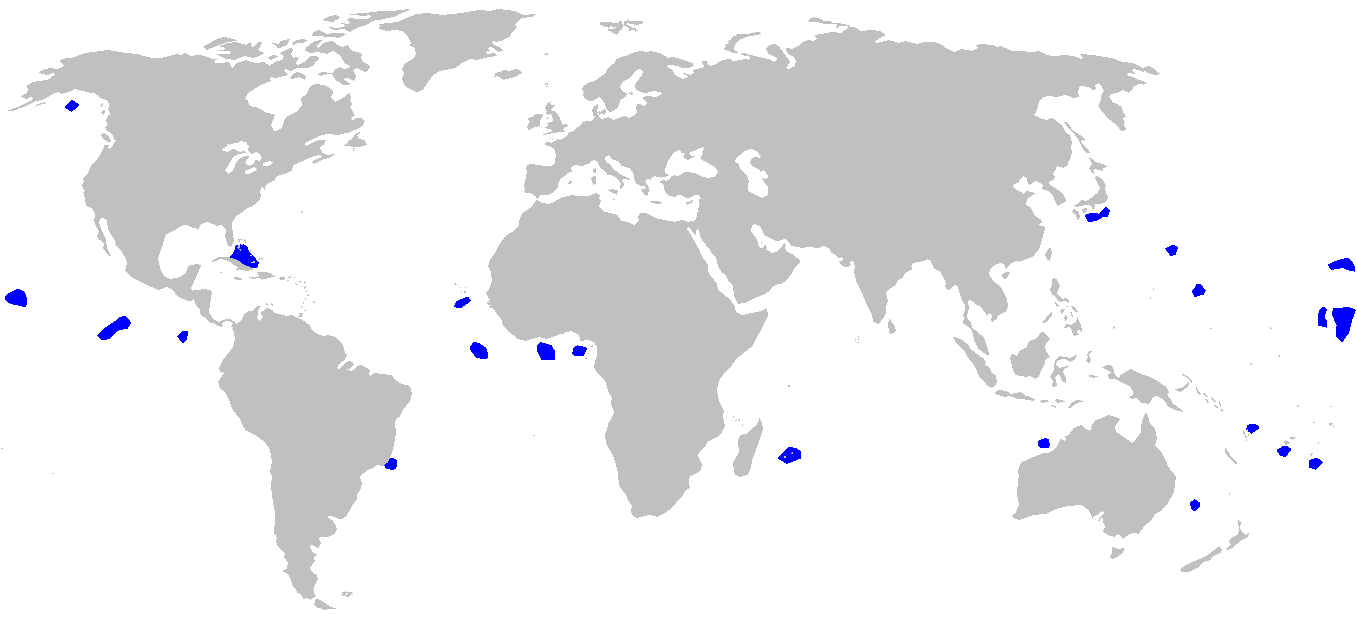
Verbreitungsgebiete des Zigarrenhais

Da der Zigarrenhai die tieferen Regionen der Meere von 80 bis rund 3500 Metern Tiefe bewohnt, kann nur auf Grund von punktuellen Beobachtungen vor den Bahamas, vor der Südküste Brasiliens bis zu den Kapverdischen Inseln, vor der Südküste Afrikas (Angola bis Südafrika), sowie von Mauritius bis Neuguinea, vor der Westküste Australiens, von Japan bis Hawaii sowie den Galápagos-Inseln auf eine weltweite Verbreitung in den tropischen Meeren geschlossen werden.
Die stark ölhaltige Leber hilft den Tieren dabei, sich vertikal in der Wassersäule zu bewegen.

## Fortpflanzung
Untersuchungen an einem gefangenen, schwangeren Weibchen belegen, dass eine Reihe von Embryonen, die mit einem Dottersack ausgestattet sind, im Mutterleib heranwachsen und vermutlich nach dem Aufbrauchen dieses Nahrungsvorrates geboren werden (man spricht von Ovoviviparie oder „aplazentaler Viviparie“). Bei der Geburt sind die Tiere vermutlich zwischen vierzehn und fünfzehn Zentimeter lang. Ungeborene Zigarrenhaie besitzen noch nicht das charakteristische Gebiss, auch die Kragenfärbung ist noch nicht vorhanden.

## Ernährungsweise
Der Zigarrenhai ernährt sich von Wirbellosen und von dem Fleisch, das er mit Hilfe seines Gebisses aus Großfischen und Meeressäugern herausbeißt. An Meeresbewohnern wie Thunfischen, anderen Haien, Rochen, See-Elefanten oder Walen konnten die charakteristischen kegelförmigen Narben nachgewiesen werden.
Diese Ernährungsform begründet den englischen Namen: Cookiecutter shark, was so viel wie Plätzchenstecher-Hai heißt.

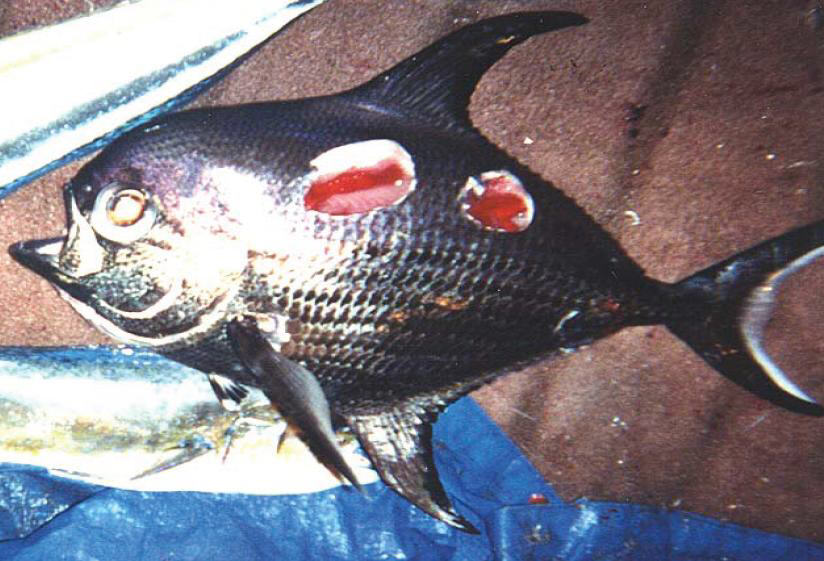
Eine Brachsenmakrele …
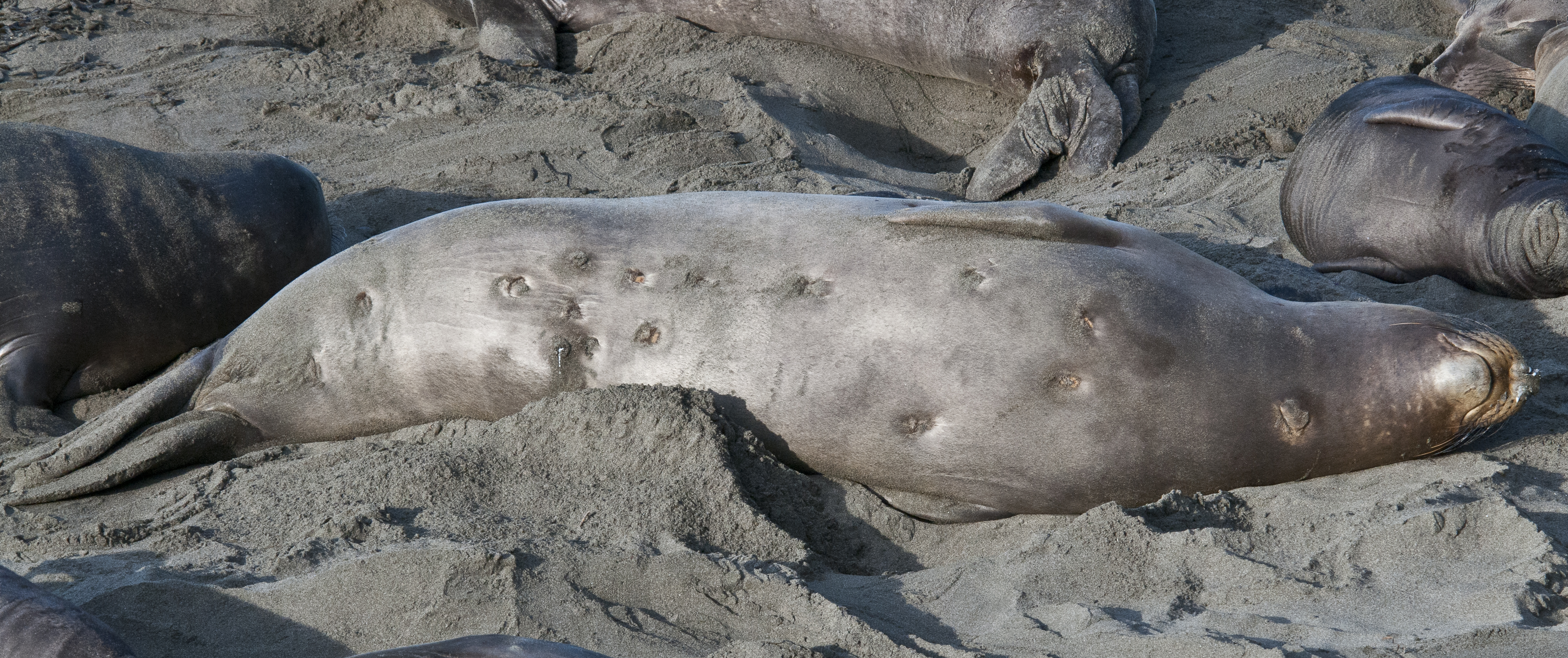
… und ein weiblicher See-Elefant mit den charakteristischen Bissen eines Zigarrenhais

Die Biolumineszenz hilft den Zigarrenhaien vermutlich bei dieser Art der Nahrungsaufnahme. Von der Tiefe aus betrachtet, vermag das Leuchten der Bauchseite den eigenen Schatten des Tieres gegenüber der Helligkeit der Wasseroberfläche nahezu auszugleichen. Der dunkle Fleck in der Kragenregion kann darüber hinaus die Silhouette eines kleineren Fisches vortäuschen. So können Zigarrenhaie größere Tiere anlocken, die dann ihrerseits zur Beute werden.

## Zigarrenhai und Menschen
Aufgrund der geringen Größe des Zigarrenhais stellt dieser keine ernsthafte Gefahr für den Menschen dar. Bisher wurden weltweit sieben Attacken gegen Menschen überliefert, sechs davon in Hawaii, beispielsweise gegen Kanalschwimmer, Sporttaucher oder Schiffbrüchige, denen bei nächtlichen Angriffen runde, bis zu 2,5 cm große Bisswunden zugefügt wurden. Nach Forschungsergebnissen eines hawaiianischen Wissenschaftlers fanden die Angriffe vor allem in mondlosen Nächten statt. Im September 2023 wurde in einem seltenen Vorgang ein aufblasbarer 9-Meter-Katamaran vor der Nordostküste Australiens von Zigarrenhaien attackiert und so stark beschädigt, dass er aufgegeben werden musste und sank. Die dreiköpfige Besatzung konnte von einem Frachtschiff gerettet werden.